# Otto Christoph von Sparr
Otto Christoph von Sparr (ur. 1605, zm. 13 listopada 1668) – baron, niemiecki feldmarszałek, jeden z dowódców wojsk brandenburskich w czasie potopu szwedzkiego.
Podczas wojny trzydziestoletniej służył cesarzowi. Po pokoju westfalskim przeszedł do służby brandenburskiej. W 1656 dowodził wojskami w czasie wyprawy na Polskę, odznaczył się w bitwie pod Warszawą. W 1657 został mianowany feldmarszałkiem.